# Sony Ericsson Z600
Teléfono celular de la compañía Sony Ericsson. Pertenece a la serie Z y posee la característica de cambiarle sus cubiertas.
| Tamaño   | 90 x 48 x 27 mm - 3.5 x 1.9 x 1.1 pulgadas                                        |
| Peso     | 110 g - 3.9 oz                                                                    |
| Colores  | coral y rojo seda - verde metálico - arcoíris y azul eléctrico - plateado y negro |
| Pantalla | TFD de 65.536 colores - 128x160 pixeles                                           |
| Redes    | GSM 900 - GSM 180 - GSM 1900                                                      |

## Descripción
Teléfono Móvil/Celular tipo concha (shell), con cubiertas intercambiables Style-Up de diferentes estilos. Posee una pantalla externa pequeña. Soporta redes GPRS para transferencia de datos móviles. Contiene Bluetooth y Infrarrojo para la transferencia de archivos entre dispositivos. Envía mensajes MMS y SMS. Tiene incorporada cámara digital. Por medio del cable USB se puede conectar con diferentes dispositivos.
Causó sensación en su momento por ser uno de los primeros celulares de concha en no tener antena, además de que su diseño fue muy original y futurista, en comparación a otros de sus similares en el mercado, además fue muy completo en funciones y el de pantalla más grande de la competencia, sin embargo, algunas limitantes como la falta de memoria externa, cámara de baja resolución, falta de reproductor para mp3 y poca capacidad de almacenamiento interno, hicieron su vida corta en el mercado.

## Accesorios
Contiene cubiertas intercambiables. Es compatible con multitud de auriculares bluetooth y con diversos manos libres ideales al conducir.

## Sucesores
Igualmente y con la aparición de las redes 3G En UMTS en 2004 llegó uno de sus 2 sucesores directos el cual fue denominado Z1010, Siendo el Primer Teléfono de la gama Sony Ericsson en Ofrecer 3G Y videoconferencia, implementando nuevos Firmwares, estilos de temas y expansiones de memoria por la ya usada memory stick pro duo por lo que este modelo se vio también con una fama exclusiva en Europa 
Tiempo después solo en Europa fue lanzada su versión sucesora en 3G Denominada V800 La cual se fabricó en exclusiva para Vodafone la cual contiene cámara de 1.3 MPX. Y las mismas amenidades que su sucesor también tiene memoria expandible por medio de Memory Stick Pro Duo la popularidad de este modelo fue única ya que después de ver modelos V800 Liberados se procedió a lanzar la versión Z800 disponible para cualquier operador 3g/GSM europeo
La única Diferencia entre el Z1010 Y El V800/Z800 Es la disposición de la Cámara ya que en el Z1010 hay una cámara de Videoconferencia localizada abajo de la pantalla mientras que en la parte trasera de la sección del teclado esta la cámara principal y en el V800/Z800 la cámara puede rotarse manualmente 180 grados usándose para Fotos o para videoconferencia además de que este mismo cuenta con Flash de 6 Leds de Luz Blanca 
En los mercados del continente americano es posible conseguir estos 2 ejemplares por medio de importadoras y algunas tiendas especializadas en celulares que no se comercian oficialmente por lo que dependiendo de la red pueden funcionar algunas características
al igual que sus características multimedia hacen que sean ejemplares muy apreciados por los consumidores latinoamericanos consiguiéndose en precios superiores a los 150 Dólares